# Autodreamographical Tales
Autodreamographical Tales je studiové album amerického hudebníka a skladatele Terryho Rileyho. Vydáno bylo 23. února 2010 společností Tzadik Records a vedoucím producentem byl majitel vydavatelství, hudebník John Zorn (hlavním producentem byl sám Riley). Album se skládá ze dvou odlišných projektů. První část tvoří šestadvacetiminutové pásmo Autodreamographical Tales, složené z osmi skladeb. Tuto část Riley nahrál na svém ranči v Kalifornii v roce 1996. Obsahuje převážně mluvené, ale v částech také zpívané, historky z jeho života doprovázené experimentální hudbou. Druhá, téměř padesátiminutová část The Hook Lecture obsahuje devět sólových klavírních skladeb, které byly nahrány 29. dubna 2006 v Riverside Theatre v Sydney tamní rozhlasovou stanicí ABC Classic.

## Seznam skladeb
Autorem všech skladeb je Terry Riley s výjimkou závěrečné skladby „We Will Meet Again“, kterou složil jazzový klavírista Bill Evans (pochází ze stejnojmenného alba z roku 1979).
| Autodreamographical Tales | Autodreamographical Tales | Autodreamographical Tales |
| Pořadí                    | Název                     | Délka                     |
| ------------------------- | ------------------------- | ------------------------- |
| 1.                        | Dwarf                     | 2:20                      |
| 2.                        | Long Bus Ride             | 1:41                      |
| 3.                        | See Them Out There        | 2:20                      |
| 4.                        | The Miracle               | 1:51                      |
| 5.                        | Zuchinni                  | 3:02                      |
| 6.                        | Black Woman               | 3:50                      |
| 7.                        | The Faquir                | 7:09                      |
| 8.                        | The War on the Poor       | 4:25                      |
| Celková délka:            | Celková délka:            | 26:38                     |

| The Hook Lecture | The Hook Lecture         | The Hook Lecture |
| Pořadí           | Název                    | Délka            |
| ---------------- | ------------------------ | ---------------- |
| 9.               | The Hook 1               | 1:42             |
| 10.              | The Royal 88             | 8:32             |
| 11.              | A Dervesh in the Nursery | 13:50            |
| 12.              | The Hook 2               | 1:32             |
| 13.              | The Ecstacy              | 4:33             |
| 14.              | Turning                  | 4:13             |
| 15.              | The Hook 3               | 1:49             |
| 16.              | Ebony Horns              | 9:43             |
| 17.              | We Will Meet Again       | 3:31             |
| Celková délka:   | Celková délka:           | 49:24            |

## Obsazení
- Terry Riley – klavír a všechny další nástroje, zpěv a mluvené slovo